# 拉馬達 (加利福尼亞州)
拉馬達（英語：Ramada）是位於美國加利福尼亞州比尤特縣的一個非建制地區。該地的面積和人口皆未知。

## 地理
拉馬達的座標為39°33′20″N 121°42′40″W / 39.55556°N 121.71111°W，而該地的平均海拔高度為42米（即138英尺）。